# Palazzo Belloni Battagia

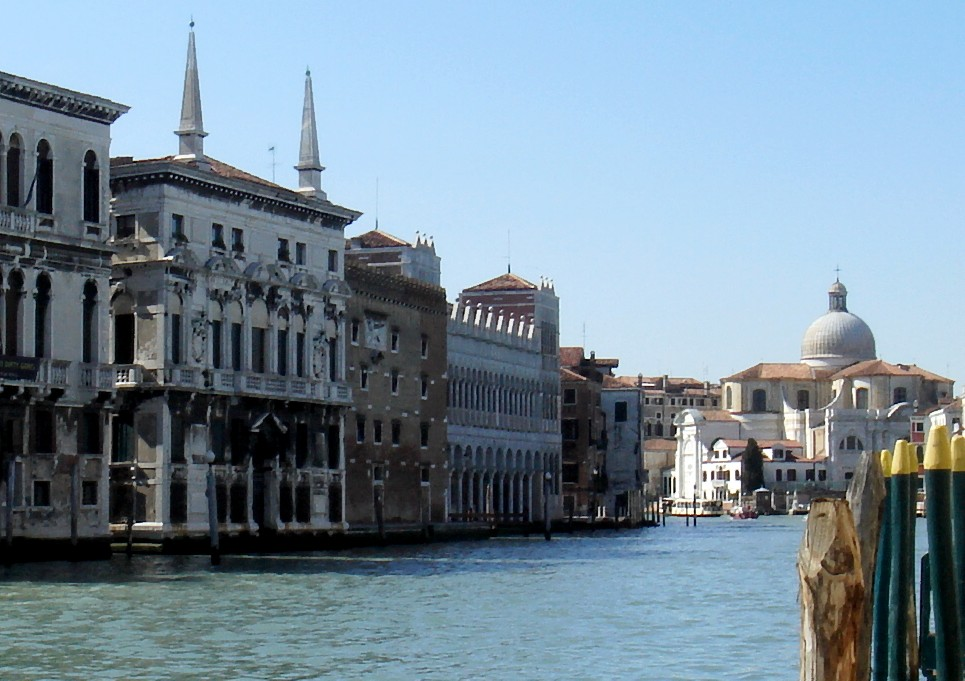
Palazzo Belloni Battagia (seguito dal Fontego del Megio e dal Fontego dei Turchi)

Palazzo Belloni Battagia (talvolta Palazzo Belloni Battaglia) è un palazzo di Venezia, situato nel sestiere di Santa Croce e affacciato sul Canal Grande, tra il Fontego del Megio e Ca' Tron, a pochi passi da San Stae.

## Storia
Il palazzo è stato edificato sui resti di una preesistente costruzione gotica verso la metà Seicento, su progetto di Baldassare Longhena, per essere la dimora della famiglia Belloni, che in quel periodo era proprietaria di ricchi fondi rurali nella città di Valenza -collegata a Venezia tramite la Via del Po- e lì dedita ad un fiorente commercio di tere bianche insieme alle famiglie Cagnoli e Aribaldi.
In realtà, non esiste alcuna documentazione che attesti tale progetto al celebre architetto, la cui paternità è provata solo dalle forme architettoniche. I lavori non furono facili: i committenti dovettero dare fondo a tutte le loro ricchezze per completare il cantiere, che procedette per questo a rilento e terminò solo nel 1663. La costruzione passò poi alla famiglia Battaglia o Battagia, non veneziana ma aggregata al patriziato. Nel 1804 la dimora passò ad Antonio Capovilla, ricco mercante, che la ristrutturò in modo profondo ed invasivo: tale operazione non fu risparmiata dalla critica dei suoi contemporanei. Attualmente il primo piano ospita l'Istituto Commercio Estero, mentre il secondo è privato.

## Architettura

### Esterni
Palazzo di due piani più l'ammezzato, esso presenta una facciata tipicamente barocca, per la ricchezza di decori scultorei.
Il piano terra, sovrastato da una balaustra, ha in centro un grande portale a tutto sesto timpanato.
Il grande piano nobile presenta sette monofore rettangolari inserite in un ampio gioco di decori, comprendente delle lesene, due grandi stemmi e, sopra ciascuna monofora, un frontone spezzato.
Al di sopra di un marcapiano sei piccole finestre quadrate caratterizzano l'ammezzato; il sottotetto è percorso, sotto una cornice dentellata, da un lungo fregio, contenente lo stemma della famiglia Belloni.
Sul tetto svettano, in posizione simmetrica, due alti pinnacoli a forma di obelisco, peculiarità ritrovabile solo in pochi altri palazzi della città, come Palazzo Giustinian Lolin, anch'esso progetto del Longhena, o Palazzo Papadopoli.
Sul lato destro, dalla calle è possibile distinguere, sotto la sagoma del camino del secondo piano, la sporgenza creata dalla cappella votiva del piano nobile.

### Interni
Internamente, il piano nobile di palazzo Belloni va ricordato per due motivi: vi si conserva in buono stato un ciclo di affreschi del XIX secolo; vi è ospitato la citata cappella gentilizia, costituita da un piccolo oratorio. Tale struttura votiva contiene un altare e, sulle pareti e sul soffitto, delle decorazioni a tempera.